# Листопадна биљка
Листопадна биљка је свака врста биљке која губи своје листове пред наступајући неповољни период, без обзира да ли се ради о зими или сушном периоду, што зависи од поднебља које та врста настањује.

## Механизам одбацивања лишћа
Листови ових биљака мењају боју из зелене у најчешће жуту, црвенкасту или мрку, што се дешава због повлачења пигмента хлорофила из листова. У самој лисној основи ствара се ткиво за одвајање које спречава даљи доток воде и корисних супстанци у лист, па се он суши и отпада. На том месту на стаблу остаје лисни ожиљак.

## Значај
Збацивање лишћа је вишеструко значајно за биљке, јер оне тада не врше процес транспирације и на тај начин не губе воду коју би иначе тешко усвајале због физичке или физиолошке суше. Такође, током зиме, лишће би се смрзло, а и гране са лишћем би трпеле већи притисак снега. Постоји и претпоставка да се на тај начин биљке ослобађају и штетних продуката метаболизма који су се накупили у листу.

## Примери
Листопадне биљке су на пример дивљи кестен, бреза, храст, буква, липа, топола, платан и многе друге.